# Translated Texts for Historians
Translated Texts for Historians (TTH) ist eine von der Liverpool University Press herausgegebene Reihe von englischen Übersetzungen spätantiker und frühmittelalterlicher Texte.
Die ausgewählten Texte stammen aus der Zeit zwischen 300 und 800 n. Chr. und umfassen mittlerweile (2025) lateinische, griechische, syrische, koptische, mittelpersische, arabische, armenische, georgische und altirische Texte. Oft werden weniger bekannte, aber dennoch für die Forschung interessante Werke berücksichtigt, für die oft bislang gar keine oder keine neuere Übersetzung existierte. Jeder Band bietet eine von Fachwissenschaftlern erstellte Einleitung und eine (teils sehr ausführlich) kommentierte Übersetzung auf Grundlage der aktuellen Forschung. Die Reihe genießt in der Forschung einen ausgezeichneten Ruf, die meisten Besprechungen waren sehr positiv.
Die derzeitigen Hauptherausgeber sind Mary Whitby (Oxford), Gillian Clark (Bristol) und Mark Humphries (Swansea). Zum beratenden Komitee gehören weitere ausgewiesene Fachwissenschaftler, unter anderem Sebastian P. Brock (Syrologie), Averil Cameron (alte und byzantinische Geschichte), Peter J. Heather (spätantike und frühmittelalterliche Geschichte), Robert G. Hoyland (islamische Geschichte), John Matthews (alte Geschichte), Michael Whitby (spätantike und byzantinische Geschichte) und Ian N. Wood (mittelalterliche Geschichte).

## Einzelbände
- 1: James Edwards (Hrsg.): Gregory of Tours: Life of the Fathers, 1988 (Gregor von Tours)
- 2: Samuel N. C. Lieu (Hrsg.): The Emperor Julian. Panegyric and Polemic, 1989 (Julian)
- 3: C. E. V. Nixon (Hrsg.): Pacatus. Panegyric of the Emperor Theodosius, 1987 (Latinus Pacatus Drepanius)
- 4: Raymond Van Dam (Hrsg.): Gregory of Tours: Glory of the Martyrs, 1988
- 5: Raymond Van Dam (Hrsg.): Gregory of Tours: Glory of the Confessors, 1988
- 6: Raymond Davis (Hrsg.): The Book of Pontiffs. Liber Pontificalis, 2009 (Liber Pontificalis)
- 7: Michael Whitby, Mary Whitby (Hrsg.); Chronicon Paschale 284-628, 1989 (Chronicon Paschale)
- 8: Gillian Clark (Hrsg.): Iamblichus. On the Pythagorean Life, 1989 (Iamblichos von Chalkis)
- 9: Kenneth Baxter Wolf (Hrsg.): Conquerors and Chroniclers of Early Medieval Spain, 1999
- 10: Peter Heather, John Matthews (Hrsg.): The Goths in the Fourth Century, 1991
- 11: J. W. Moorhead (Hrsg.): Victor of Vita. History of the Vandal Persecution, 1992 (Victor von Vita)
- 12: S. J. B. Barnish (Hrsg.): Cassiodorus: Variae, 1992 (Cassiodor)
- 13: Raymond Davis (Hrsg.): The Lives of the Eight-Century Popes AD 715-817, 2007
- 14: H. W. Bird (Hrsg.): Eutropius: Breviarium, 1993 (Eutropius)
- 15: Andrew Palmer (Hrsg.): The Seventh Century in the West Syrian Chronicles, 1993
- 16: N. P. Milner (Hrsg.): Vegetius. Epitome of Military Science, 1996 (Flavius Vegetius Renatus)
- 17: H. W. Bird (Hrsg.): Aurelius Victor. De Caesaribus, 1994 (Aurelius Victor)
- 18: Arthur G. Holder (Hrsg.): Bede. On the Tabernacle, 1994 (Beda Venerabilis)
- 19: William E. Klingshirn (Hrsg.): Caesarius of Arles. Life, Testament, Letters, 1994 (Caesarius von Arles)
- 20: Raymond Davis (Hrsg.): The Lives of the Ninth-Century Popes (Liber Pontificalis), 1995
- 21: Sean Connolly (Hrsg.): Bede. On the Temple, 1995 (Beda Venerabilis)
- 22: Witold Witakowski (Hrsg.): Pseudo-Dionysius of Tel-Mahre. Chronicle Part III, 1996 (Pseudo-Dionysius von Tell Mahre)
- 23: Judith George (Hrsg.): Venantius Fortunatus. Personal and Political Poems, 1995 (Venantius Fortunatus)
- 24: Maureen A. Tilley (Hrsg.): Donatist Martyr Stories. The Church in Conflict in North Africa, 1996 (Donatisten)
- 25: Lionel Wickham (Hrsg.): Hilary of Poitiers. Conflicts of Conscience and Law in the Fourth-Century Church, 1997 (Hilarius von Poitiers)
- 26: Andrew T. Fear (Hrsg.): Lives of the Visigothic Fathers, 1997
- 27: Mark Edwards (Hrsg.): Optatus. Against the Donatists, 1997 (Optatus von Thamugadi)
- 28: W. Trent Foley, Arthur G. Holder (Hrsg.): Bede: A Biblical Miscellany, 1999 (Beda Venerabilis)
- 29: Faith Wallis (Hrsg.): Bede: The Reckoning of Time, 1999
- 30: Ralph W. Mathisen (Hrsg.): Ruricius of Limoges and Friends. A Collection of Letters from Visigothic Gaul, 1999 (Ruricius von Limoges)
- 31: Robert Thomson, James Howard-Johnston (Hrsg.): The Armenian History attributed to Sebeos, 1999 (Sebeos)
- 32: Frank R. Trombley, John W. Watt (Hrsg.): Chronicle of Pseudo-Joshua the Stylite, 2000 (Josua Stylites)
- 33: Michael Whitby (Hrsg.): The Ecclesiastical History of Evagrius Scholasticus, 2000 (Euagrios Scholastikos)
- 34: A. F. Norman (Hrsg.): Antioch as a Centre of Hellenic Culture, as Observed by Libanius, 2000 (Libanius).
- 35: Mark Edwards (Hrsg.): Neoplatonic Saints.The Lives of Plotinus and Proclus by their Students, 2000 (Plotin, Proklos)
- 36: Peter Heather, David Moncur (Hrsg.): Politics, Philosophy and Empire in the Fourth Century. Themistius’ Select Orations, 2001 (Themistios)
- 37: Jennifer Nimmo Smith (Hrsg.): A Christian’s Guide to Greek Culture. The Pseudo-Nonnus ‘Commentaries’ on ‘Sermons’ 4, 5, 39 and 43 by Gregory of Nazianus, 2001 (Pseudo-Nonnus, Gregor von Nazianz)
- 38: Danuta Shanzer, Ian Wood (Hrsg.): Avitus of Vienne. Selected Letters and Prose, 2002 (Avitus von Vienne)
- 39: Mark Edwards (Hrsg.): Constantine and Christendom.The Orations of the Saints; The Greek and Latin Accounts of the Discovery of the Cross; The Donation of Constantine to Pope Silvester, 2003 (u. a. Konstantinische Schenkung, Bericht vom Fund des Kreuzes)
- 40: Anthony Bowen, Peter Garnsey (Hrsg.): Lactantius. Divine Institutes, 2004 (Lactantius)
- 41: Scott Bradbury (Hrsg.): Selected Letters of Libanius from the Age of Constantine and Julian, 2004 (Libanius)
- 42: James Halporn, Mark Vessey (Hrsg.): Cassiodorus: Institutions of Divine and Secular Learning, 2004 (Cassiodor)
- 43: J. H. W. G. Liebeschuetz (Hrsg.): Ambrose of Milan. Political Letters and Speeches, 2005 (Ambrosius von Mailand)
- 44: T. M. Charles-Edwards (Hrsg.): The Chronicle of Ireland, 2006 (Chronik von Irland)
- 45: Richard Price, Michael Gaddis (Hrsg.): The Acts of the Council of Chalcedon, 2005 (Konzil von Chalcedon)
- 46: Alice Rio (Hrsg.): The Formularies of Angers and Marculf. Two Merovingian Legal Handbooks, 2008 (merowingische Rechtshandbücher)
- 47: Scott DeGregorio (Hrsg.): Bede. On Ezra and Nehemiah, 2006 (Beda Venerabilis)
- 48: Calvin B. Kendall (Hrsg.): Bede. On Genesis, 2008
- 49: Philip van der Ejk, Robert W. Sharples (Hrsg.): Nemesius. On the Nature of Man, 2008 (Nemesius)
- 50: Adam H. Becker (Hrsg.): Sources for the Study of the School of Nisibis, 2008 (ostsyrische Kirche und Gelehrsamkeit)
- 51: Richard Price (Hrsg.): The Acts of the Council of Constantinople of 553. With Related Texts on the Three Chapters Controversy, 2009 (Zweites Konzil von Konstantinopel)
- 52: Peter Bell (Hrsg.): Three Political Voices from the Age of Justinian. Agapetus - Advice to the Emperor, Dialogue on Political Science, Paul the Silentiary - Description of Hagia Sophia, 2009 (Agapetos, Paulus Silentiarius)
- 53: Daniel F. Caner, Sebastian Brock, Richard Price, Kevin Van Bladel (Hrsg.): History and Hagiography from the Late Antique Sinai, 2009 (u. a. Sinaikloster)
- 54: Andrew T. Fear (Hrsg.): Orosius. Seven Books of History against the Pagans, 2010 (Orosius)
- 55: Geoffrey B. Greatrex, Robert Phenix, Cornelia Horn, Sebastian Brock, Witold Witakowski (Hrsg.):  The Chronicle of Pseudo-Zachariah Rhetor. Church and War in Late Antiquity, 2011 (Zacharias von Mytilene)
- 56: Calvin B. Kendall, Faith Wallis (Hrsg.): Bede. On the Nature of Things and on Times, 2010 (Beda Venerabilis)
- 57: Robert G. Hoyland (Hrsg.): Theophilus of Edessa’s Chronicle and the Circulation of Historical Knowledge in Late Antiquity and Early Islam, 2011 (Theophilos von Edessa)
- 58: Faith Wallis (Hrsg.): Bede. Commentary on Revelation, 2013 (Beda Venerabilis)
- 59: Sebastian Brock, Brian Fitzgerald (Hrsg.): Two Early Lives of Severus, Patriarch of Antioch, 2013 (Severus von Antiochia)
- 60: Timothy D. Barnes, George Bevan (Hrsg.): Funerary Speech for John Chrysostom, 2013 (Johannes Chrysostomos)
- 61: Richard Price, Phil Booth, Catherine Cubitt (Hrsg.): The Acts of the Lateran Synod of 649, 2014 (siehe Laterankonzil)
- 62: Jeremy M. Schott, Mark Edwards (Hrsg.): Macarius, Apocriticus, 2015 (Makarios Magnes)
- 63: Carl Wurtzel, Robert G. Hoyland (Hrsg.): Khalifa ibn Khayyat’s History on the Umayyad Dynasty (660–750), 2015 (Chalifa ibn Chayyat)
- 64: Alexander O’Hara, Ian Wood (Hrsg.): Jonas of Bobbio: Life of Columbanus, Life of John of Réomé, and Life of Vedast, 2017 (Jonas von Bobbio)
- 65: Raffaella Cribiore (Hrsg.): Libanius, Between City and School, 2016 (Libanius)
- 66: Calvin B. Kendall, Faith Wallis (Hrsg.): Isidore of Seville. On the Nature of Things, 2016 (Isidor von Sevilla)
- 67: Richard Flower (Hrsg.): Imperial Invectives against Constantius II:  Athanasius of Alexandria, History of the Arians, Hilary of Poitiers, Against Constantius and Lucifer of Cagliari, The Necessity of Dying for the Son of God, 2017 (Hilarius von Poitiers, Lucifer von Cagliari, Athanasius von Alexandria)
- 68: Richard Price (Hrsg.): The Acts of the Second Council of Nicaea (787), 2018 (Zweites Konzil von Nicäa)
- 69: Robert G. Hoyland (Hrsg.): The History of the Kings of the Persians in Three Arabic Chronicles. The Transmission of the Iranian Past from Late Antiquity to Early Islam, 2018 (arabische Fassungen des persischen Buchs der Könige, siehe Schāhnāme)
- 70: Scott DeGregorio, Rosalind Love (Hrsg.): Bede: On First Samuel, 2019 (Beda Venerabilis)
- 71: Kenneth Baxter Wolf (Hrsg.): The Eulogius Corpus, 2019 (Eulogius von Córdoba)
- 72: Richard Price, Thomas Graumann (Hrsg.): The Council of Ephesus of 431. Documents and Proceedings, 2020 (Konzil von Ephesos)
- 73: Richard J. Hillier (Hrsg.): Arator: Historia Apostolica, 2020 (Arator)
- 74: Richard Price (Hrsg.): The Canons of the Quinisext Council (691/2), 2020 (Trullanische Synode)
- 75: Peter Van Nuffelen, Lieve Van Hoof (Hrsg.): Jordanes: Romana and Getica, 2020 (Jordanes)
- 76: Roger P. H. Green (Hrsg.): Sidonius Apollinaris Complete Poems, 2022 (Sidonius Apollinaris)
- 77: Rosamond McKitterick, Dorine van Espelo, Richard Pollard, Richard Price (Hrsg.): Codex Epistolaris Carolinus. Letters from the popes to the Frankish rulers, 739-791, 2021
- 78: Simon Swain (Hrsg.): Themistius and Valens. Orations 6–13, 2021 (Themistios unter Valens)
- 79: Richard Price, Federico Montinaro (Hrsg.): The Acts of the Council of Constantinople of 869-70, 2022 (Viertes Konzil von Konstantinopel (869/870))
- 80: Charles Häberl (Hrsg.): The Book of Kings and the Explanations of This World. A Universal History from the Late Sasanian Empire, 2022 (Mandäer)
- 81: David Brakke, David M. Gynn (Hrsg.): The Festal Letters of Athanasius of Alexandria, with the Festal Index and the Historia Acephala, 2022 (Athanasius von Alexandria)
- 82: Scott Bradbury, David Moncur (Hrsg.): The Letters of Libanius from the Age of Theodosius, 2022 (Libanius)